# Bythitidae
Famille
Les Bythitidae sont une famille de poissons de l'ordre des Ophidiiformes.

## Description et caractéristiques
Ce sont des poissons trapus et de silhouette archaïque, avec une grosse tête arrondie et un corps fusiforme. La nageoire dorsale est unique et longue, et souvent fusionnée avec la caudale et l'anale. Ce sont pour la plupart des poissons abyssaux vivipares, mais certains se trouvent également en eau douce. 
En Méditerranée, les plongeurs peuvent parfois observer Grammonus ater, qui remonte de nuit pour se nourrir. 
On compte environ 212 espèces réparties dans 53 genres. 

## Liste des genres et espèces
Selon World Register of Marine Species (5 octobre 2016) :
- genre Acarobythites Machida, 2000
- genre Alionematichthys Møller & Schwarzhans, 2008
- genre Anacanthobythites Anderson, 2008
- genre Beaglichthys Machida, 1993
- genre Bellottia Giglioli, 1883
- genre Bidenichthys Barnard, 1934
- genre Brosmodorsalis Paulin & Roberts, 1989
- genre Brosmolus Machida, 1993
- genre Brosmophyciops Schultz, 1960
- genre Brosmophycis Gill, 1861
- genre Brotulinella Schwarzhans, Møller & Nielsen, 2005
- genre Bythites Reinhardt, 1835
- genre Calamopteryx Böhlke & Cohen, 1966
- genre Cataetyx Günther, 1887
- genre Dactylosurculus Schwarzhans & Møller, 2007
- genre Dermatopsis Ogilby, 1896
- genre Dermatopsoides Smith, 1948
- genre Diancistrus Ogilby, 1899
- genre Didymothallus Schwarzhans & Møller, 2007
- genre Dinematichthys Bleeker, 1855
- genre Diplacanthopoma Günther, 1887
- genre Dipulus Waite, 1905
- genre Ematops Schwarzhans & Nielsen, 2011
- genre Eusurculus Schwarzhans & Møller, 2007
- genre Fiordichthys Paulin, 1995
- genre Grammonus Gill, 1896
- genre Gunterichthys Dawson, 1966
- genre Hastatobythites Machida, 1997
- genre Hephthocara Alcock, 1892
- genre Lapitaichthys Schwarzhans & Møller, 2007
- genre Lucifuga Poey, 1858
- genre Majungaichthys Schwarzhans & Møller, 2007
- genre Mascarenichthys Schwarzhans & Møller, 2007
- genre Melodichthys Nielsen & Cohen, 1986
- genre Microbrotula Gosline, 1953
- genre Monothrix Ogilby, 1897
- genre Nielsenichthys Schwarzhans & Møller, 2011
- genre Ogilbia Jordan & Evermann, 1898
- genre Ogilbichthys Møller, Schwarzhans & Nielsen, 2004
- genre Paradiancistrus Schwarzhans, Møller & Nielsen, 2005
- genre Parasaccogaster Nielsen, Schwarzhans & Cohen, 2012
- genre Porocephalichthys Møller & Schwarzhans, 2008
- genre Pseudogilbia Møller, Schwarzhans & Nielsen, 2004
- genre Pseudonus Garman, 1899
- genre Saccogaster Alcock, 1889
- genre Stygnobrotula Böhlke, 1957
- genre Thermichthys Nielsen & Cohen, 2005
- genre Timorichthys Nielsen & Schwarzhans, 2011
- genre Tuamotuichthys Møller, Schwarzhans & Nielsen, 2004
- genre Typhliasina Whitley, 1951
- genre Ungusurculus Schwarzhans & Møller, 2007
- genre Zephyrichthys Schwarzhans & Møller, 2007

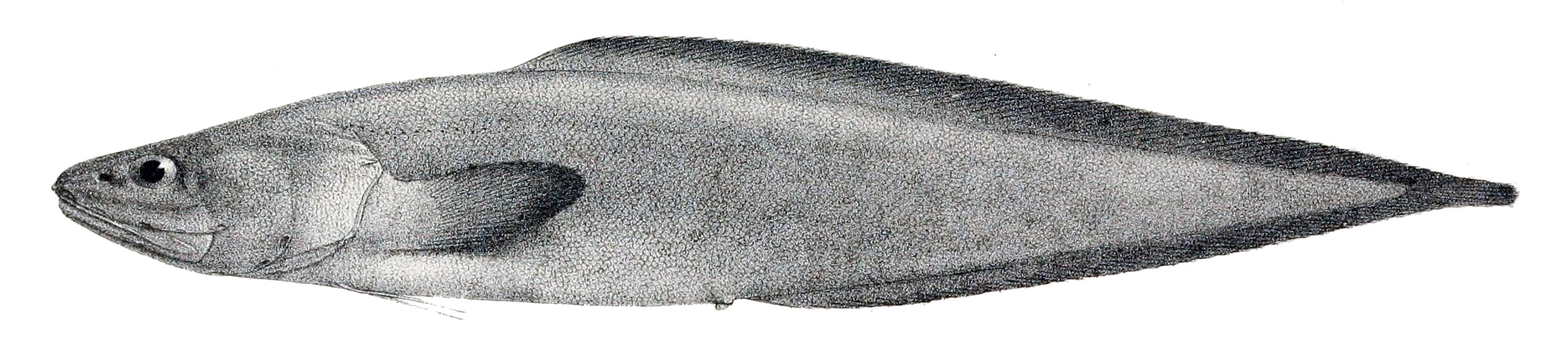
Cataetyx messieri.
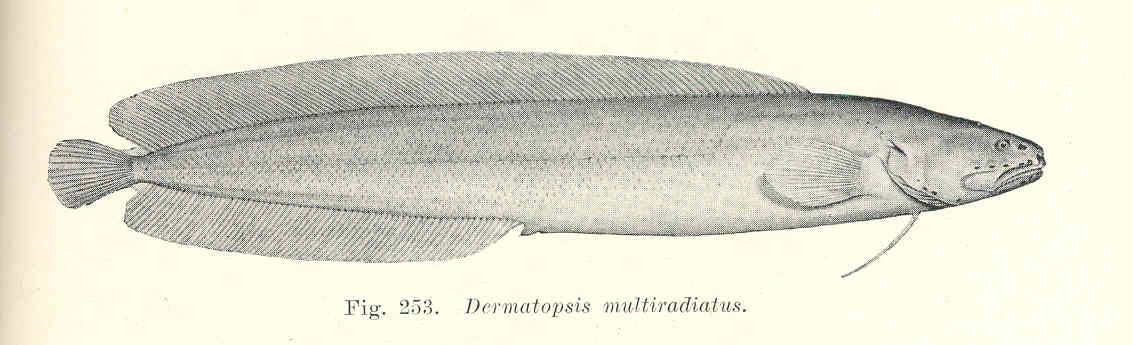
Dermatopsis multiradiatus.
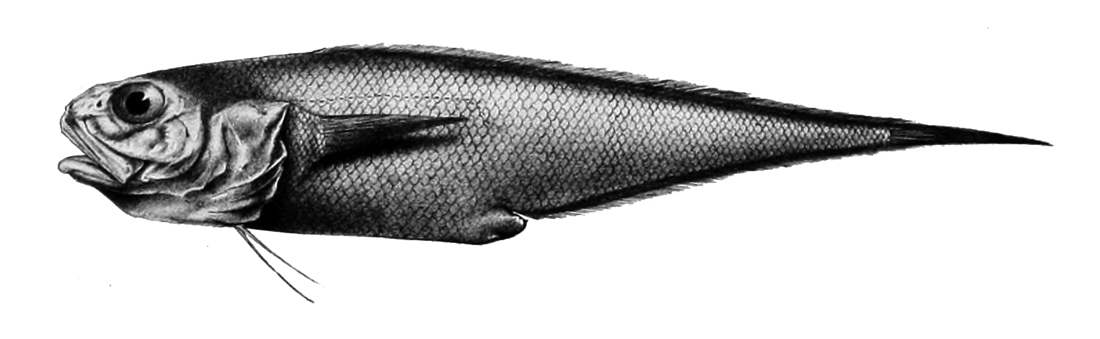
Diplacanthopoma raniceps.
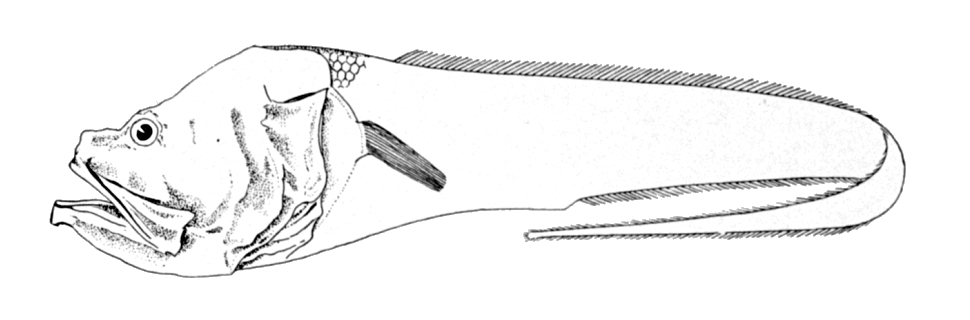
Hephthocara simum.
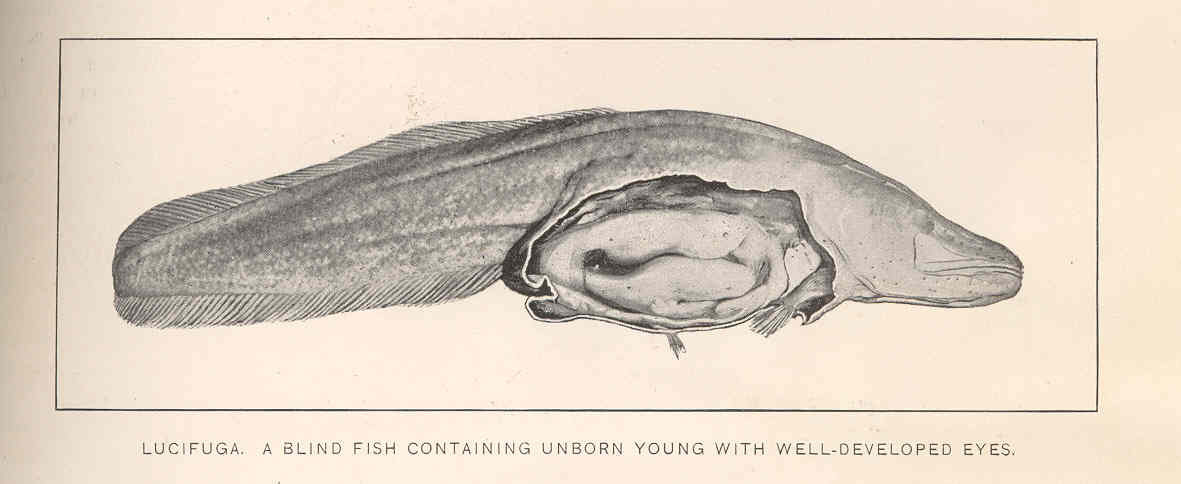
Lucifuga sp.
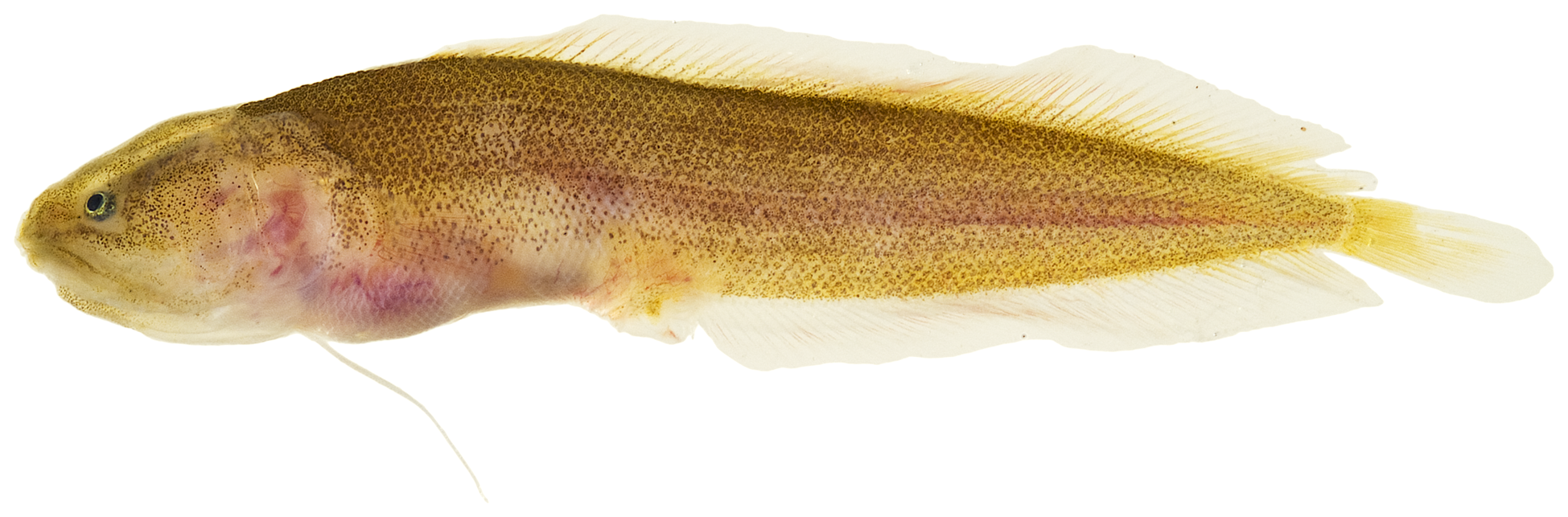
Ogilbia sabaji.
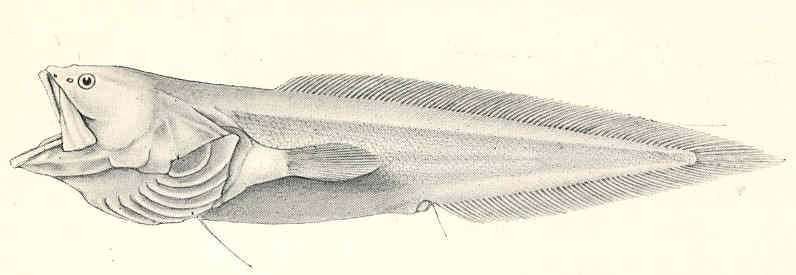
Saccogaster maculata.
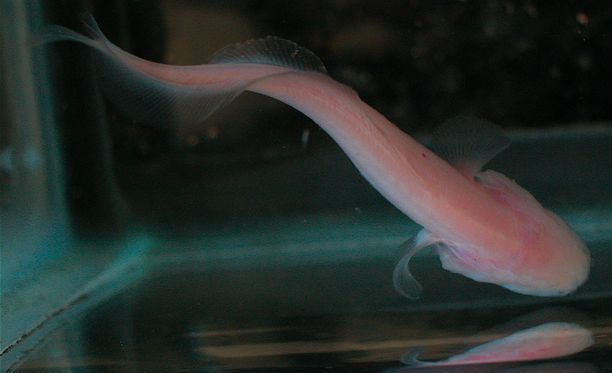
Typhliasina pearsei.